# Powellinia noctambulatrix
Powellinia noctambulatrix är en fjärilsart som beskrevs av Pierre Chrétien 1911. Powellinia noctambulatrix ingår i släktet Powellinia och familjen nattflyn. Inga underarter finns listade i Catalogue of Life.